# John Doeg
John Thomas Godfray Hope Doeg, né le 7 décembre 1908 à Guaymas au Mexique et mort le 27 avril 1978 à Redding, est un joueur de tennis américain.

## Biographie
Il est connu pour avoir remporté l'US Championship en 1930 après avoir éliminé le favori Bill Tilden à l'issue d'une demi-finale mémorable (10-8, 6-3, 3-6, 12-10). En finale, il bat son compatriote Frank Shields. Cette victoire lui assure la place de n°1 aux États-Unis. Il s'adjuge également l'épreuve de double avec George Lott pour la deuxième année consécutive.
Il est le neveu de la championne May Sutton.
Il est membre du International Tennis Hall of Fame depuis 1962.

## Palmarès

### En simple
- US National Championships : vainqueur en 1930

### En double
- Wimbledon : finaliste en 1930
- US National Championships : vainqueur en 1929 et 1930